# Ама-но Ивато
Ама-но-Ивато (яп. 天岩戸 Ама-но-Ивато, букв. «небесная скальная дверь»; также известна как Амато (яп. 天戸), Ама-но-Ивая  (яп. 天岩屋), Ама-но-Иваято (яп. 天岩屋戸)) — это горная пещера, в которой согласно японской мифологии некоторое время скрывалась богиня солнца Аматэрасу, повергнув в тот момент мир небесный и земной во тьму.

## Мифология

### ИзКодзики
После того, как Идзанаги родил богов, он отдал Аматэрасу небо, а её брату Сусаноо море. Однако Сусаноо не желал принять на себя правление и хотел удалиться в страну матери, Нэ-но катасу куни. За это разозлённый Идзанаги изгнал его. Перед изгнанием Сусаноо решил навестить сестру, которая посчитала, что брат хочет отнять её владения. Дабы подтвердить свои мирные намерения, Сусаноо сочетался с ней браком, и из вещей друг друга брат и сестра родили ряд богов. Видя красоту родившихся у него дочерей, Сусаноо решил, что доказал свою невиновность и тем самым победил Аматэрасу. Однако поведение Сусаноо стало лишь хуже, и в итоге он сначала испражнился в покоях богини, следом уничтожил все священные рисовые поля. Боги попросили остановить его, но Аматэрасу оправдала поведение брата, утверждая, что его поведение, даже если оно было недобросовестным, не вызовет серьёзных проблем. Однако Сусаноо продолжал вредить сестре. Он напал на священную прядильную фабрику Аматэрасу. На крыше он проделал дыру, ободрал кожу с небесного коня и бросил её в ткацкий зал своей сестры. Небесные ткачихи с перепугу наткнулись на ткацкие станки, укололи себя челноками в тайные места и умерли. Аматэрасу тоже испугалась, разгневалась и скрылась в пещере, а весь мир погрузился во тьму.
Около восьми миллионов божеств ками собрались возле пещеры, чтобы выманить из пещеры богиню. Различные ритуалы были проведены в соответствии с планом бога мудрости и разума Омойканэ, который собрал петухов, и те спели, но это не дало никакого результата. Затем бог кузнец Исикори-домэ но микото выковал зеркало Ята но Кагами, другие божества, такие как Амэ-но коянэ-но микото и Футодама, создали такие вещи, как ветви сакаки и гохэй, для того чтобы привлечь внимание Аматэрасу. Бог Амэ-но Тадзикарао встал у входа в пещеру, для того чтобы, когда Аматэрасу выглянет, он мог вытащить её из пещеры и таким образом вернуть свет миру. Наконец, богиня Амэ-но-удзумэ-но микото, встав на пустой котёл перед пещерой, начала танцевать. Когда Удзумэ обнажила свою грудь и распустила юбку до самой промежности, все боги захохотали, так что весь Такамагахара затрясся.
Шум был настолько громким, что Аматэрасу, охваченная любопытством, выглянула из своей пещеры и спросила: «Почему Амэ-но-удзумэ-но микото танцует, а восемь миллионов богов смеются, хотя я повергла мир во тьму?». Боги ответили ей, что нашли ещё более великую богиню, чем Аматэрасу, и веселятся в честь этого. Как раз в этот момент в качестве доказательства Амэ-но коянэ-но микото и Футодама поставили перед Аматэрасу зеркало Ята-но-Кагами, и Аматэрасу увидела отражение своего собственного света, но подумала, что это отражение ещё более великой богини, чем она, и решила выйти из пещеры, чтобы увидеть её, а спрятавшийся рядом с пещерой Амэ-но Тадзикарао в этот момент вытащил богиню из пещеры. Бог Футодама повесил симэнаву над пещерой, чтобы богиня не могла в неё войти снова. С этих пор в мир небесный и земной снова вернулся свет. После того как богам удалось выманить Аматэрасу наружу, они заставили Сусаноо заполнить тысячу столов искупительными дарами, обрезали ему бороду, вырвали ногти и изгнали с небес

### ИзНихон сёки
История очень похожа на историю из Кодзики, хотя есть небольшие отличия. При нападении на священную прядильную фабрики Сусаноо бросил ободранную кожу небесного коня на саму Аматэрасу, нанеся ей рану. Также во время нападения умерла Укахируме, одна из дочерей Аматэрасу. Эти различия могут оправдать внезапный гнев богини и её последующее уединение в Ама-но-Ивато.

## Возможные места Ама-но-Ивато
Легенда об Ама-но-Ивато не была подтверждена историческими фактами. Тем не менее, в Японии есть традиционные места, которые претендуют на место Ама-но-Ивато:
- Храм Амато в Киото;
- Святилище Ама-но-Ивато в Такачихо, уезд Ниcиусуки, префектура Миядзаки;
- Ихея, район Симадзири, префектура Окинава;
- Святилище Каябе на горе Хирудзен, Манива, префектура Окаяма;
- Храм Сирахиге, Такасима, префектура Сига;
- Кофун на горе Такакура в Геку, в святилище храме Исэ, префектура Миэ. Восхождение на гору было запрещено в эпоху Мэйдзи;
- Святилище Ама-но-Ивато в Цуруги, префектура Токусима.

Местоположение Небесной Пещеры не указано в Кодзики, но её название указывает на то, что она находится на Такамагахаре. В Японии, однако, есть места, которые традиционно считаются убежищем богини Аматэрасу. По этой причине Ама-но-Ивато выступает как название дюжины или около того мест в Японии.
Одним из таких мест была пещера, расположенная недалеко от города Исобе, префектура Миэ, на полуострове Кии. Каждый турист, который хочет посетить это место, должен сначала пройти ритуальные омовения, после него ему будет разрешено пересечь каменные ворота-тории.
В свою очередь, пещера возле посёлка Такатихо в префектуре Миядзаки на острове Кюсю считается культовым объектом в храме Ама-но-ивато-дзиндзя. Сама пещера называется Ама-но-Ясугавара (天安河原). Священники из этого храма верят, что Аматэрасу была изначально человеком и стала божеством только после смерти, поэтому укрытие, описанное в мифах, находится на земле, а не на небесах.

## Галерея
- Ама-но Ивато
- Амэ-но Тадзикарао вызволяет из пещеры Аматэрасу (Цукиока Еситоси)
- Пещера, которая считается Ама-но-Ивато, около посёлка Такатихо в префектуре Миядзаки
- Ама-но-Ивато (Ама-но-Ясугавара)
- 恵利原の水穴[яп.]
- Amanoiwato Shrite[англ.]